# 巴列德卡兰萨
巴列德卡兰萨（西班牙語：Valle de Carranza）是西班牙巴斯克自治区比斯开省的一个市镇。总面积138平方公里，总人口2887人（2001年），人口密度21人/平方公里。